# Stigsvartspindel
Stigsvartspindel (Drassyllus praeficus) är en spindelart som först beskrevs av Ludwig Carl Christian Koch 1866.  Stigsvartspindel ingår i släktet Drassyllus och familjen plattbuksspindlar. Arten är reproducerande i Sverige. Inga underarter finns listade i Catalogue of Life.